# 니혼 애드 시스템스

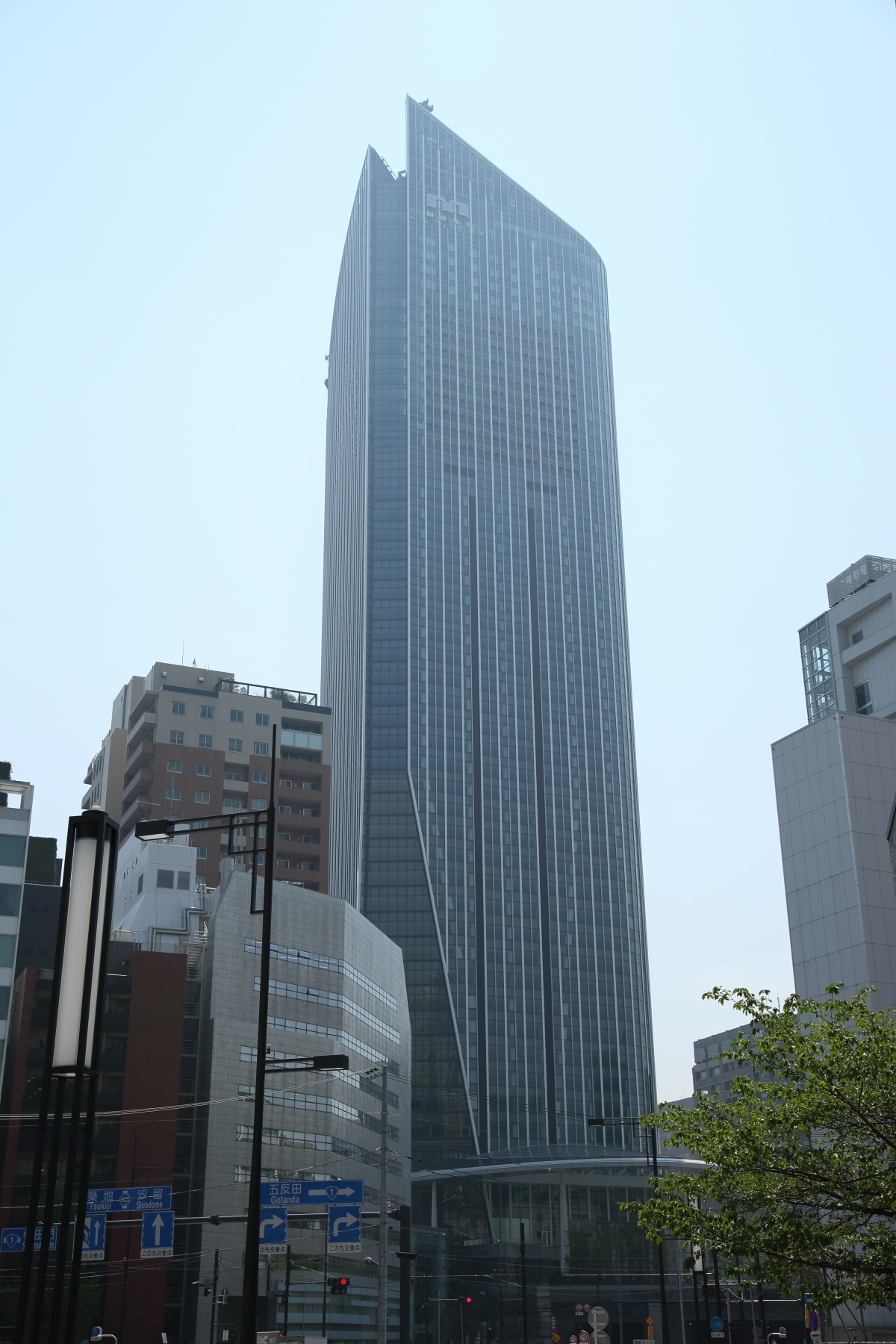
본사인 도라노몬 힐스 타워

니혼 애드 시스템스(일본어: 日本アドシステムズ 니혼 아도 시스테무즈[*], 영어: NIHON AD SYSTEMS, Inc, NAS)는 일본의 애니메이션 제작 및 캐릭터 머천다이징 전문 광고 대행사이다. 일본동화협회 정회원이다.